# Abovjan stadsstadion
Abovjan stadsstadion (tidigare: Kotajk stadion) är en sportanläggning i Armenien där den mest används för fotboll, men Armeniens rugbylandslag spelar även på arenan. Arenan har en kapacitet på 5 500 åskådare  och är hemmaplan till fotbollsklubben FK Kotajk Abovjan.

### Fotnoter
1. ↑  ”World Stadiums:Armenia”. Arkiverad från originalet den 6 september 2015. https://web.archive.org/web/20150906025323/http://www.worldstadiums.com/middle_east/countries/armenia.shtml. Läst 30 maj 2011.